# ガラパン

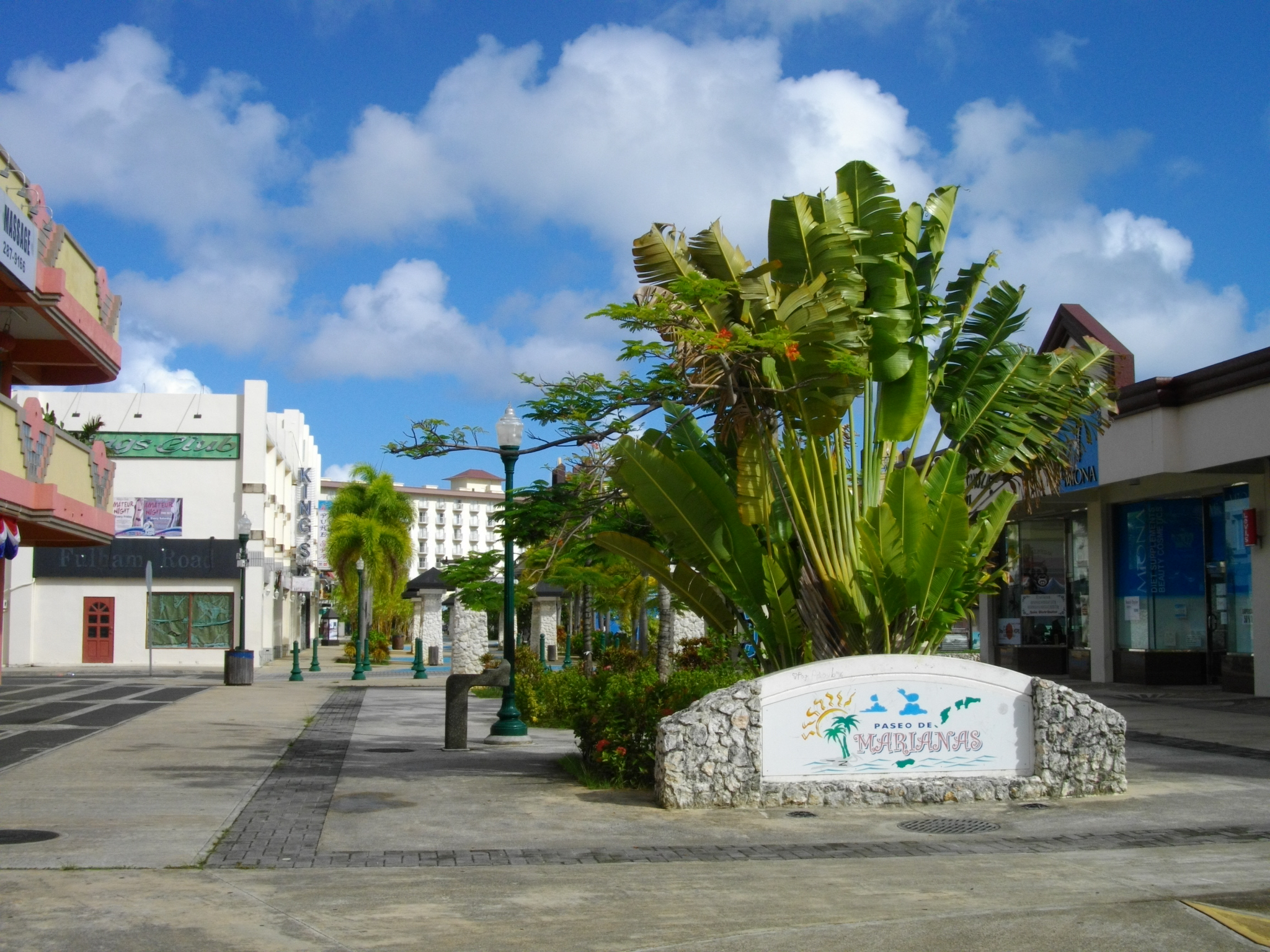
ガラパン中心街のメインストリート「パセオ・デ・マリアナス」

ガラパン （Garapan、柄帆）は、北マリアナ諸島のサイパン島最大の市街地で、観光産業の中心地でもある。2000年時点での人口は3,588人。
ガラパンはサイパン島西海岸に位置し、マニャガハ島を隔てて西太平洋のフィリピン海が望まれる。マイクロビーチを中心に繁華街が発達、主要なリゾートホテルやレストランおよびショップ、アメリカ記念公園や北マリアナ諸島歴史文化博物館などがある。タッポーチョ山へ登山道が通じる。

## 歴史

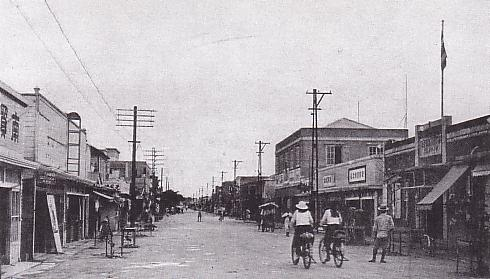
日本統治時代のガラパン

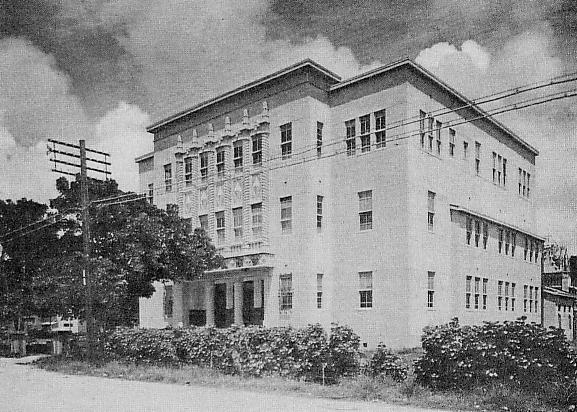
サイパン公会堂

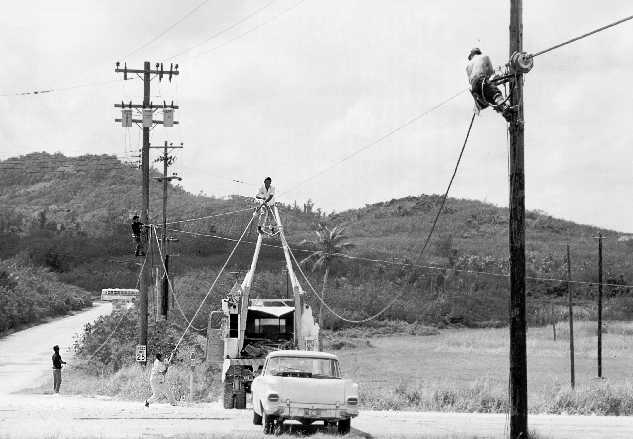
1969年のガラパン。ようやく電柱が立てられ、都市開発が始まろうとしていた。

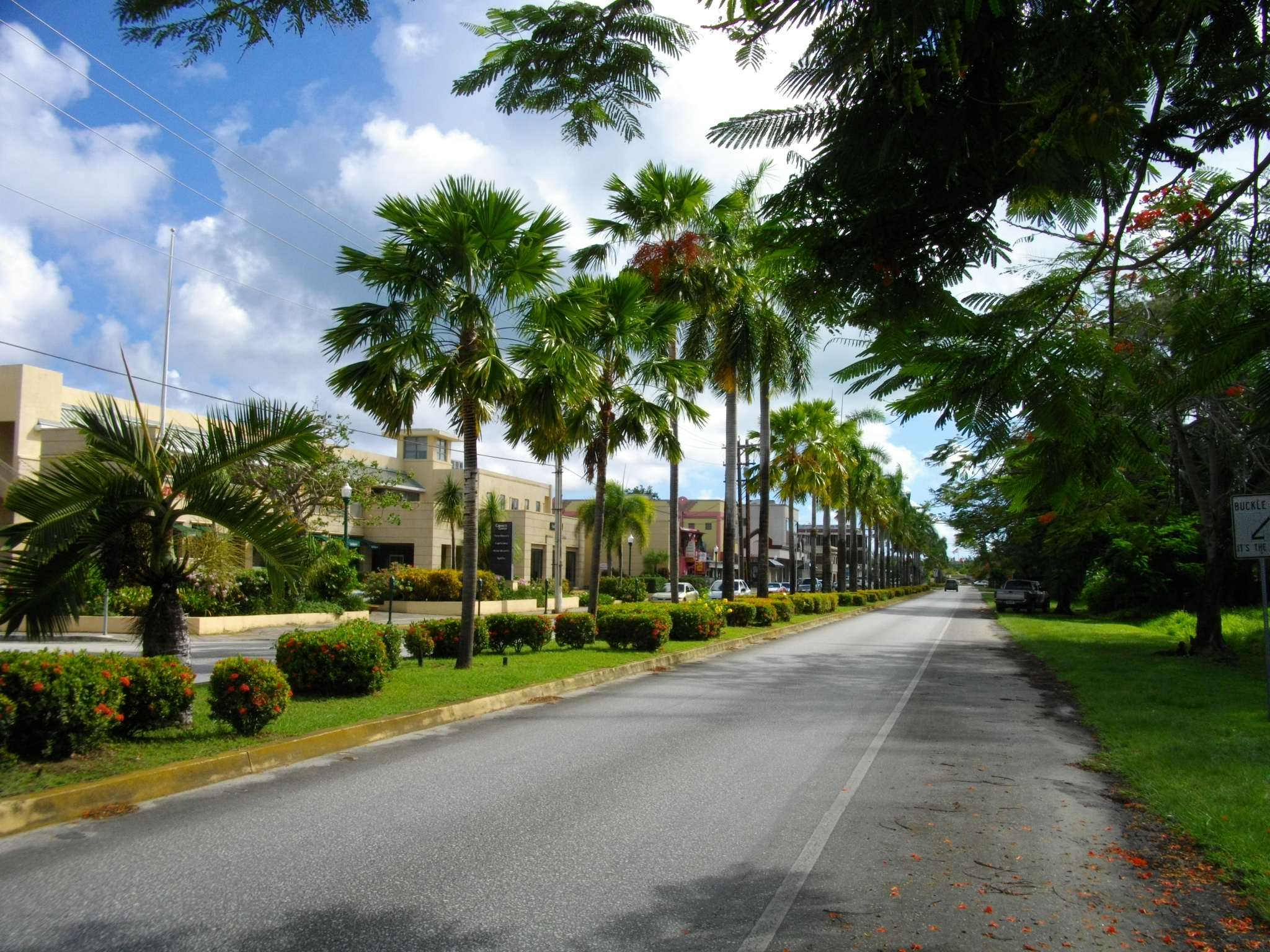
ビーチロード

### スペイン統治時代
18世紀から19世紀初頭まで、スペイン植民地総督府は、先住民族のチャモロ人をグアム島に強制移住させたため、当時のサイパン島は無人島であった。
その間に、カロリン諸島に住んでいたカロリン人が海を渡ってサイパン島に移住し、「アラブワル（Arabwal）」という村を作った。これがガラパンの起源である。後にチャモロ人の帰還も認められ、両民族が共存するようになった。

### ドイツ統治時代
ドイツ統治時代は短期間であったが、この時代にタナパグまでの道路や港が整備された。

### 日本統治時代
第一次世界大戦後、南洋庁サイパン支庁の所在地として近代的市街が建設され、日本の委任統治の中心地となり、サイパン島の行政・経済の中心地となった。サイパン支庁を境に北側を「北ガラパン」、南側を「南ガラパン」と称していた。
松江春次の起こした南洋興発株式会社の事業拡大にあわせて、ガラパンは都市としての機能が整備され、日本本土から多くの日本人が移り住むようになった。内地と同様の生活を享受するために、学校や病院、地方法院（裁判所）などの公共施設、南洋興発、建設会社、銀行、新聞社などのオフィス、映画館、公衆浴場といった商業施設があった。最盛期には、邦人の人口が約1万4000人にまでなり、日本を模した街づくりが進められたため、「南洋の東京」と呼ばれた。1932年（昭和7年）に南洋群島部落制に基づく「ガラパン町」となった。

### 第二次世界大戦後
第二次世界大戦中は米軍による爆撃の対象となり、多くの被害をこうむり、サイパン戦でガラパンの繁栄は絶たれ、全て荒廃に帰した。戦後、日本人は全て引き揚げ、残りの島民は主にススペやチャラン・カノアに住んだため、戦後30年近くは、「草原と化したガラパン町」と表現されるように荒地と化した。
1970年代に入ると、北マリアナ諸島政府は、日本人観光客向けの観光産業に力を入れるようになり、日本資本のリゾートホテルやレストランなどを整備して、観光都市として再開発されることになった。
現在はサイパンにおける最大のリゾート地域、そして繁華街として、メインストリートを中心に、中心部は碁盤目状の整然たる区画で、多数のリゾートホテルやコンドミニアム、免税店、教会、彩帆神社、総合病院、各種学校などが建ち並び、季節を問わず多くの観光客が訪れる。

## 交通
サイパン国際空港から、自動車で約20分。ホテルやカントリークラブ間は、DFSギャラリアのシャトルバスが巡回している。
マニャガハ島行きの船は、マイクロビーチに面するホテルのプライベートビーチや、ヨットや小型クルーザーが停泊するスマイリングコーブハーバーから出港している。

## 施設

### 主なホテル

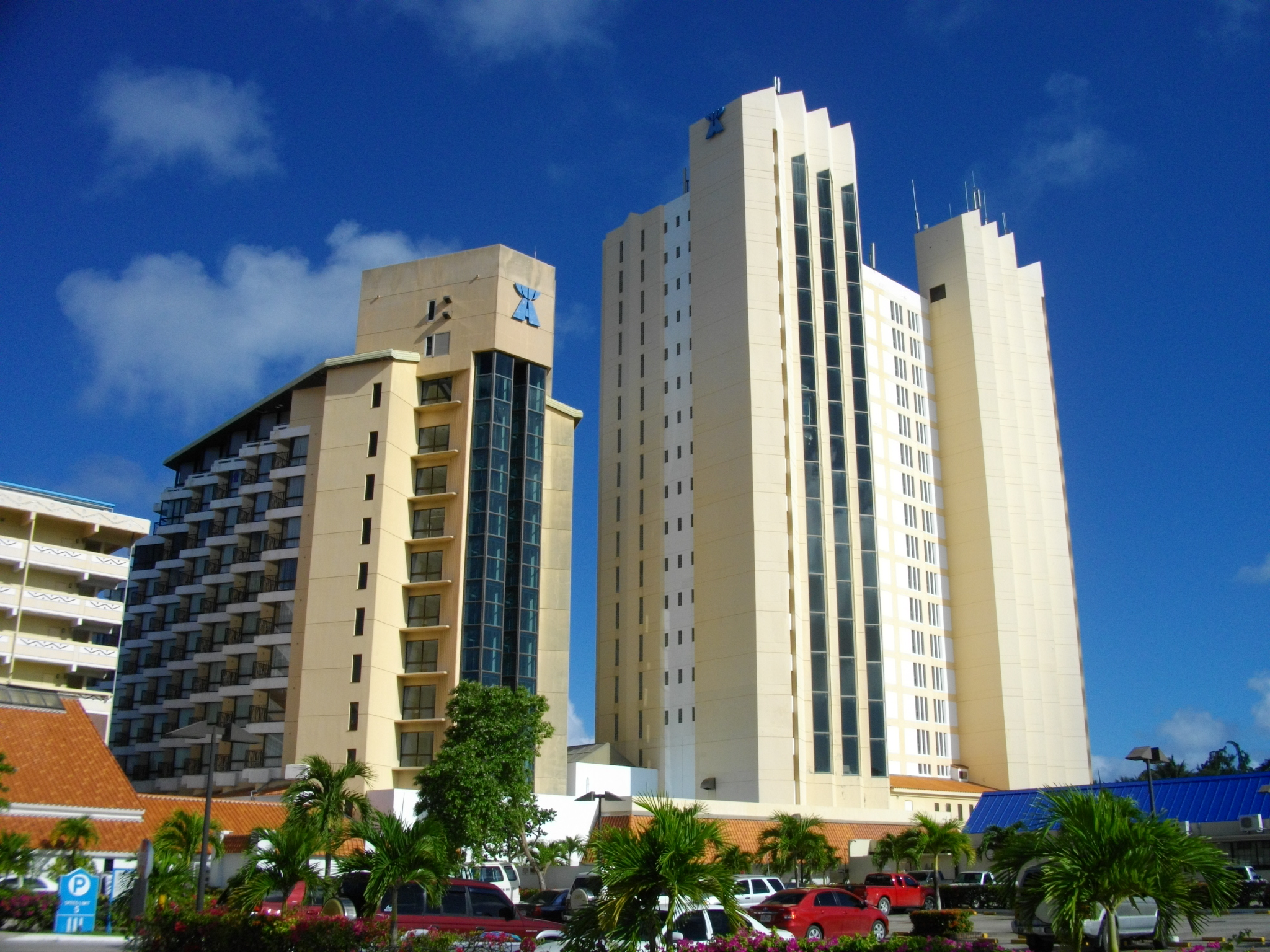
グランヴィリオリゾートサイパン

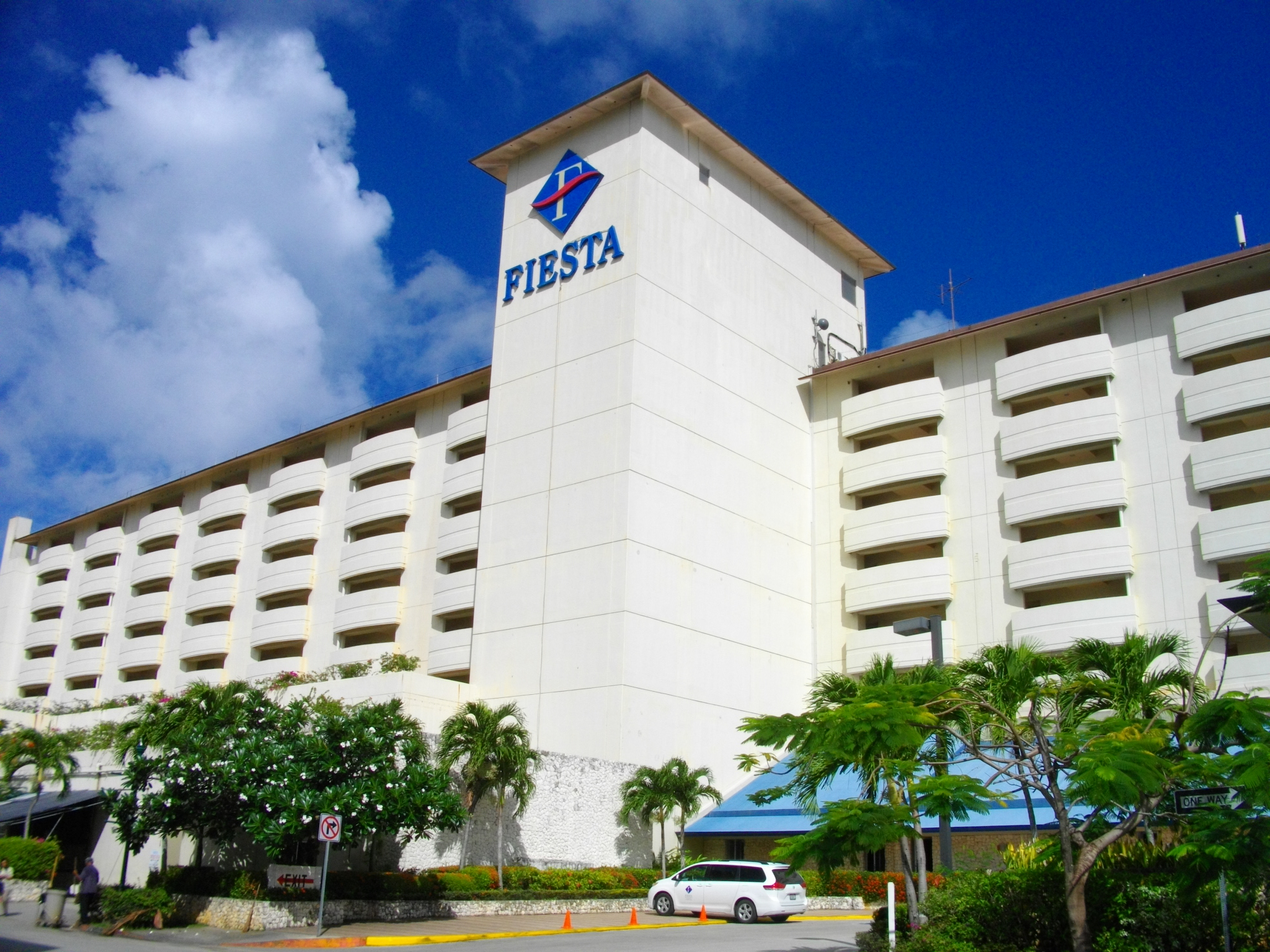
フィエスタリゾート＆スパ サイパン

マイクロビーチには、大型ホテルや高級ホテルが点在してるほか、ビーチロード沿いやミドルロード沿いにも、中級ホテルやコンドミニアムが多数建っている。
- ハイアットリージェンシー サイパン

1980年に開業した、ガラパン地区の中心に位置する高級リゾートホテル。神戸ポートピアホテルが運営。マイクロビーチの目の前にあり、トロピカルガーデンとラグーンに囲まれた3つのウィングが広がっている。トロピカルガーデンには、ホワイトサンドチャペルが建ち、挙式をすることができる。ホテル内に併設されているシアターでは、ラスベガススタイルのエンターテイメントショー「サンドキャッスル」が公演されている。
- グランヴィリオリゾートサイパン(旧ハファダイビーチホテル）

グランヴィリオリゾートサイパンは、2015年4月にハファダイビーチホテルから名称変更した。マイクロビーチに面する18階建て高層タワーがそびえる大型リゾートホテル。ホテルルートインが運営。グランヴィリオリゾートサイパンは、日本からやって来る戦没者の慰霊団の宿泊施設として、ハファダイビーチホテルの名称で1977年に本館（メインウイング）がオープンして以来、1989年にクリスタルタワー、1998年にはタガタワーが建てられ、サイパンリゾートホテルの先駆け的ホテルとして知られる。ビーチサイドには、サイパンで一番歴史がある石造りの白いチャペルが建ち、挙式をすることができる。
- フィエスタリゾート＆スパ サイパン（旧第一ホテルサイパンビーチ）

1986年に「第一ホテルサイパンビーチ」として開業した。2005年に全室改装され、名称をフィエスタリゾート＆スパへ変更して、リニューアルオープンした。
これらのホテルでは、開業以来多くの日本人観光客が訪れることもあり、日本人向けのサービスが充実している。日本語スタッフが常駐しているほか、サービスや設備などの案内・掲示は、日本語と英語の併記となっていて、日本食レストランや日本語新聞の提供も行っている。また、マイクロビーチにプライベートビーチエリアを持ち、ホテル内のプールエリアより水着のままビーチに出ることができる。

### 商業施設

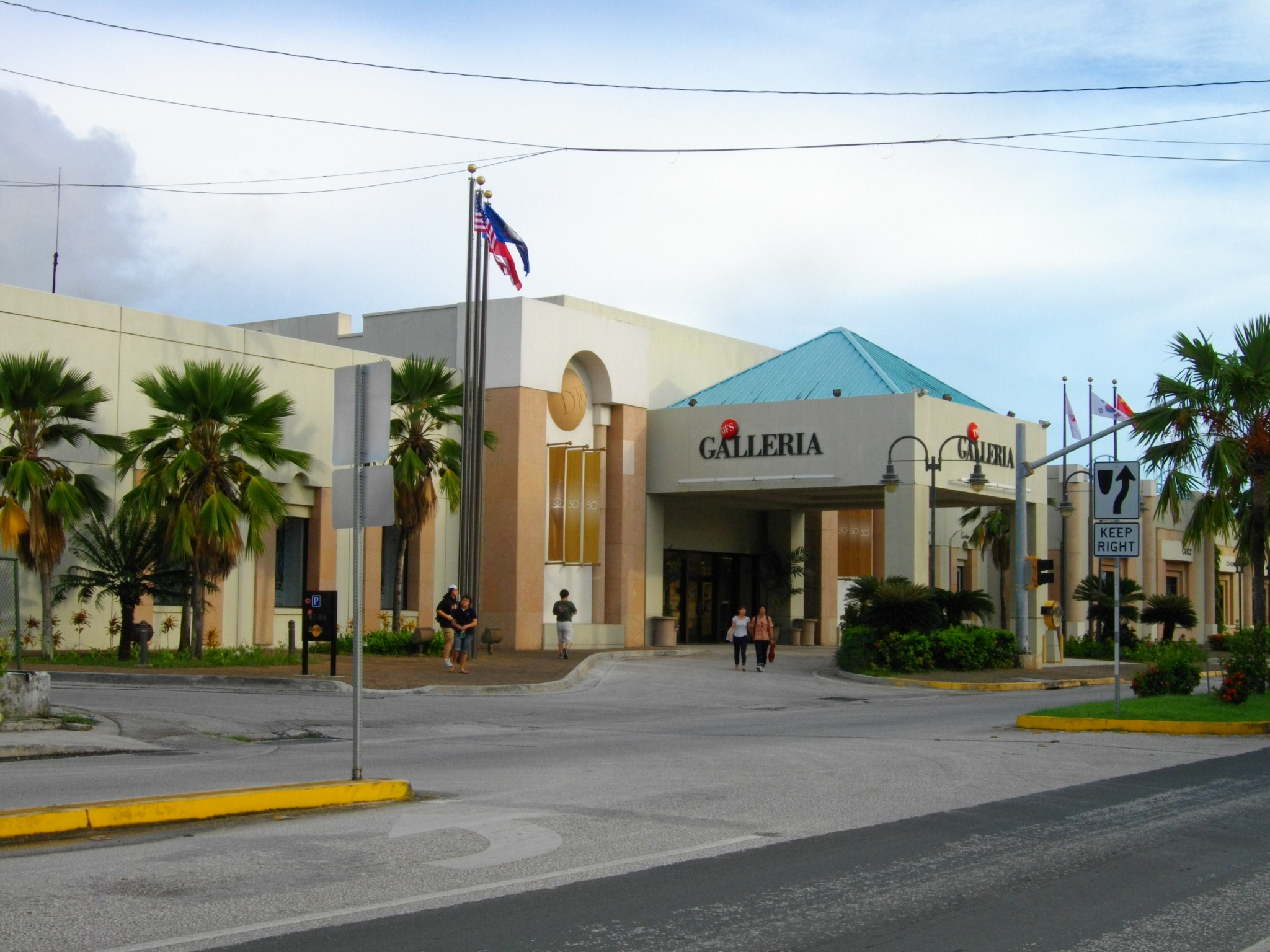
DFSギャラリア・サイパン

アメリカやヨーロッパの高級ブランドのブティックが多数入居する大型ショッピングセンターのほか、サイパンのローカルギフトを扱う土産物店や、アメリカ本土から直輸入したグッズを扱うセレクトショップなど多数の商業施設がある。
- DFSギャラリア・サイパン
- ハファダイショッピングセンター
- アイ ラブ サイパン
- ガラパンスクエア
- ABCストア

### 公的施設
- アメリカ合衆国北マリアナ諸島地方裁判所

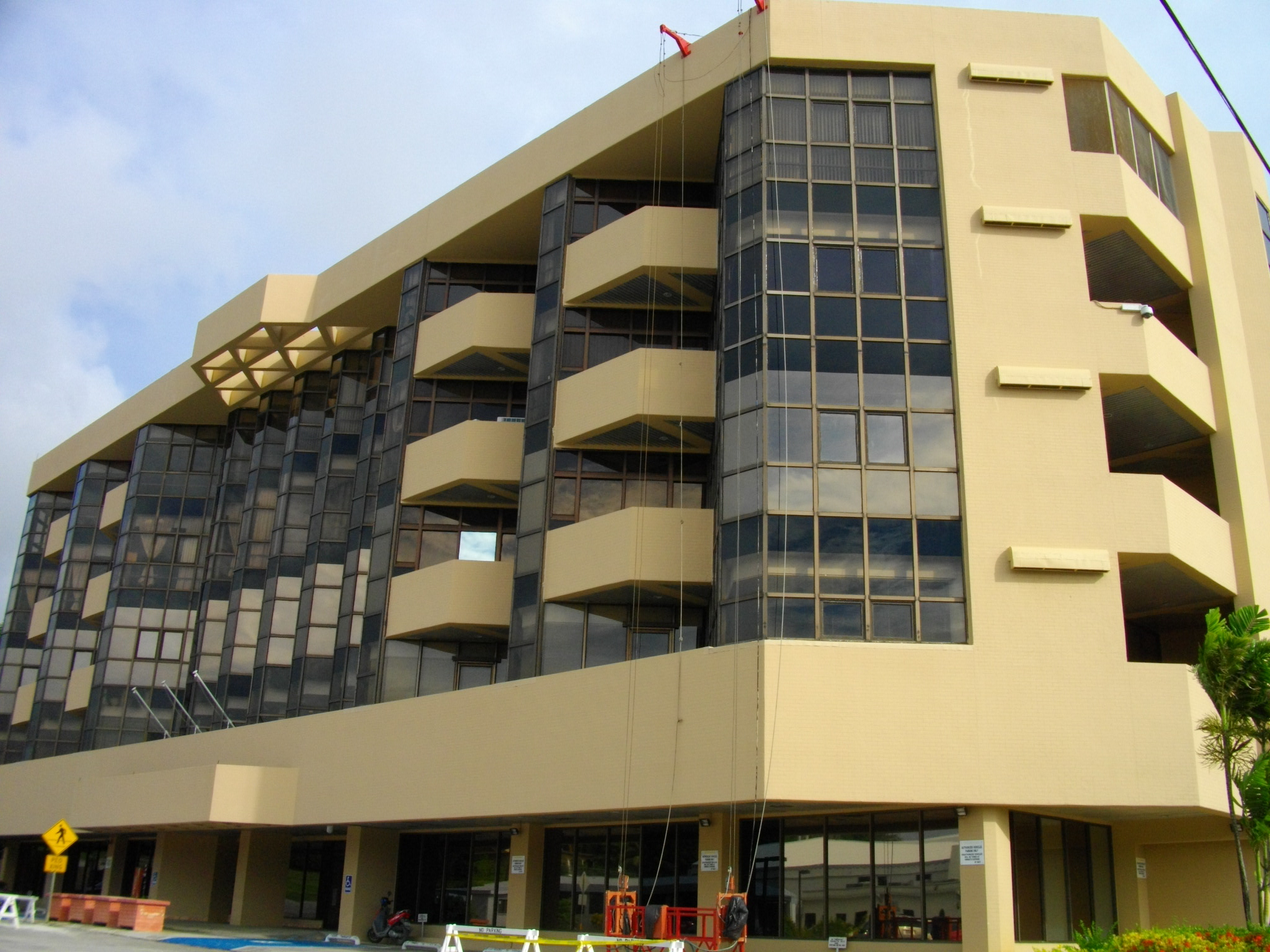
米国政府機関が入るホリグチビル

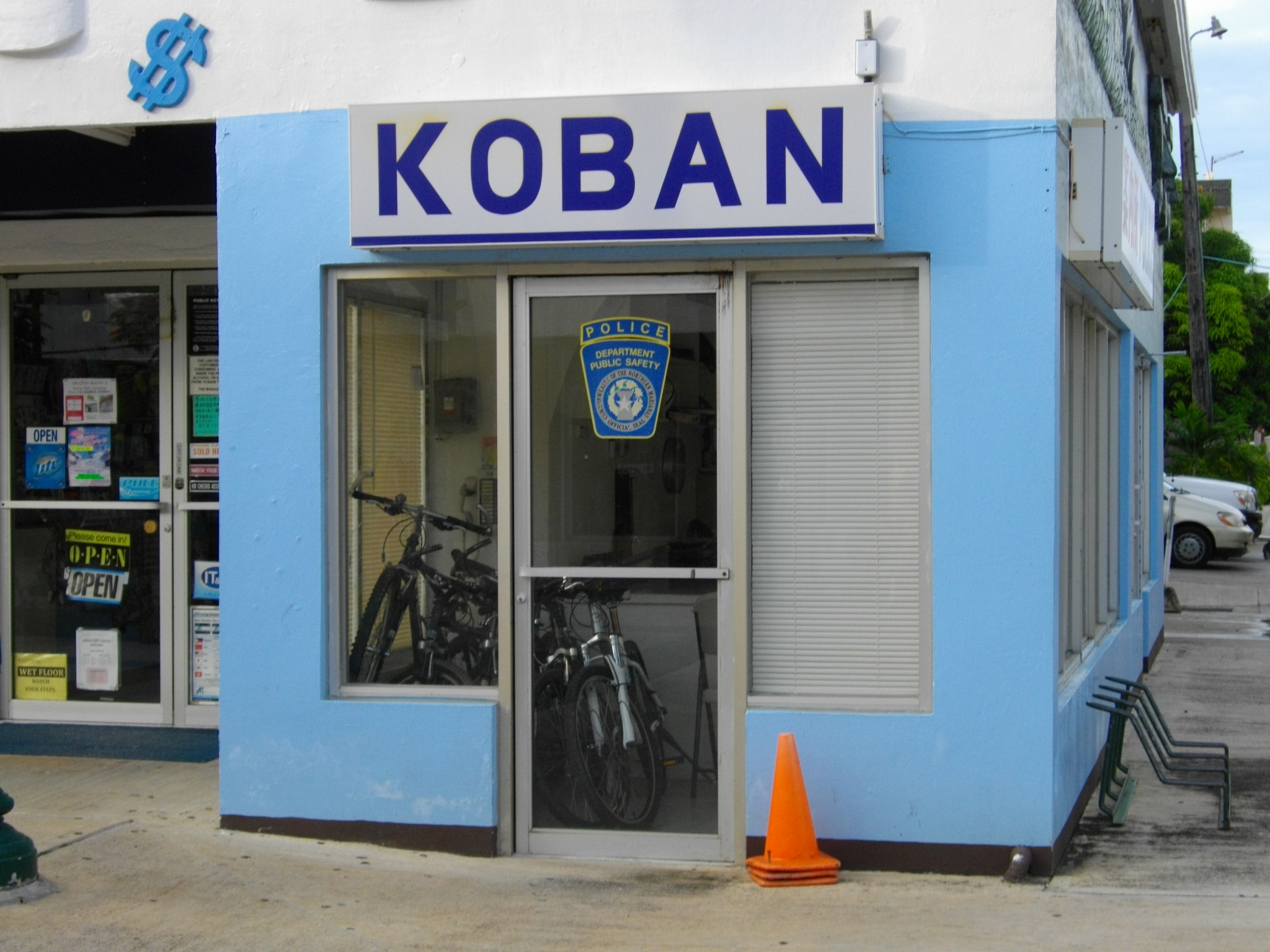
ガラパン交番

- アメリカ連邦捜査局（FBI）北マリアナ諸島支局
- アメリカ沿岸警備隊北マリアナ諸島支部
- アメリカ陸軍予備役隊本部
- 北マリアナ諸島警察ガラパン交番
- ガラパン消防署
- サイパン国立病院（COMMONWEALTH HEALTH CENTER）
- ガラパン小学校（Garapan Elementary School）
- サイパン日本人補習校

### 在外公館
- 在サイパン領事事務所

### 金融機関
- サイパン銀行
- ハワイ銀行サイパン支店
- グアム銀行サイパン支店

## 観光
- マイクロビーチ
- アメリカ記念公園
- 砂糖王公園（シュガーキングパーク）

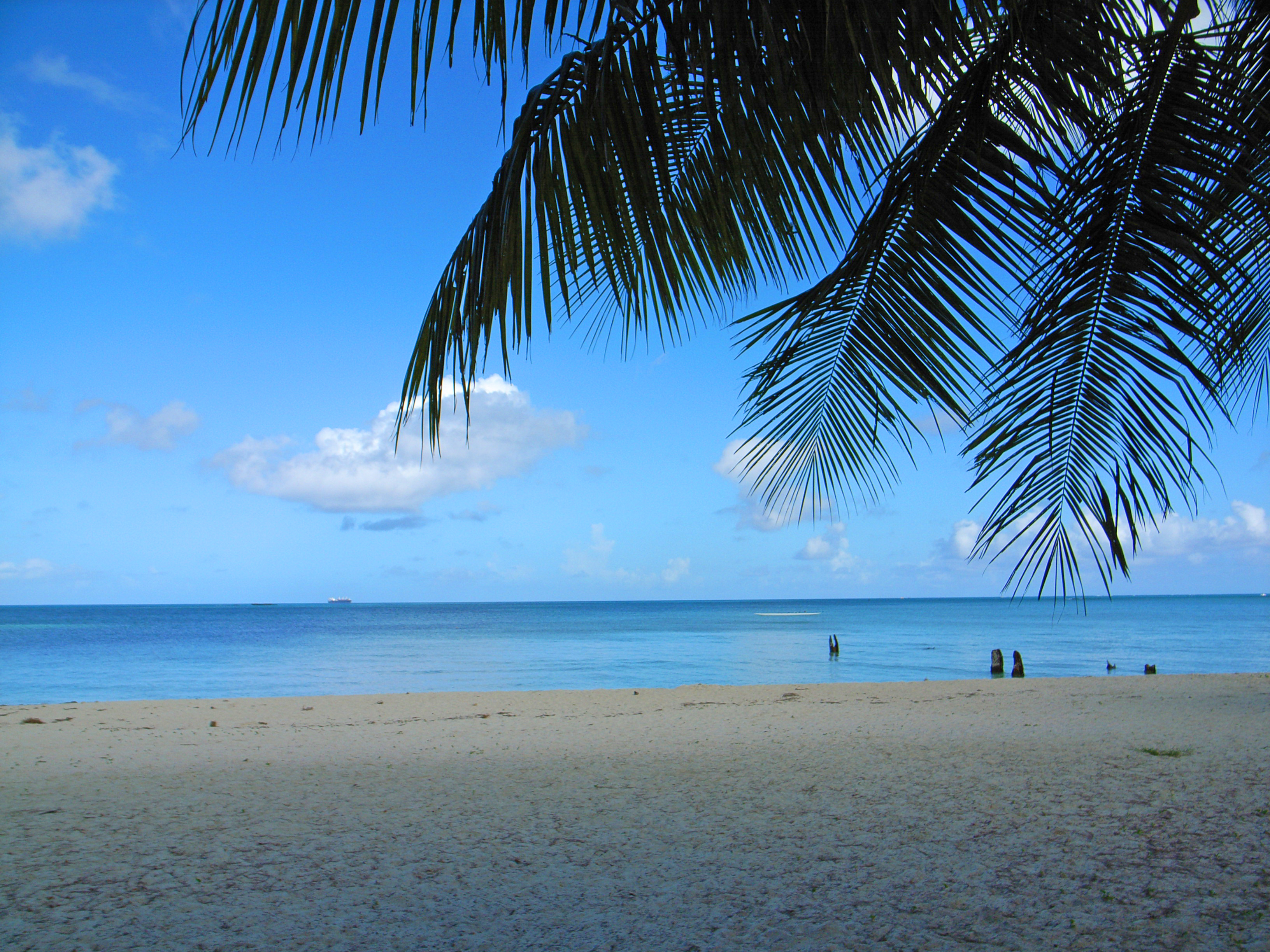
マイクロビーチ

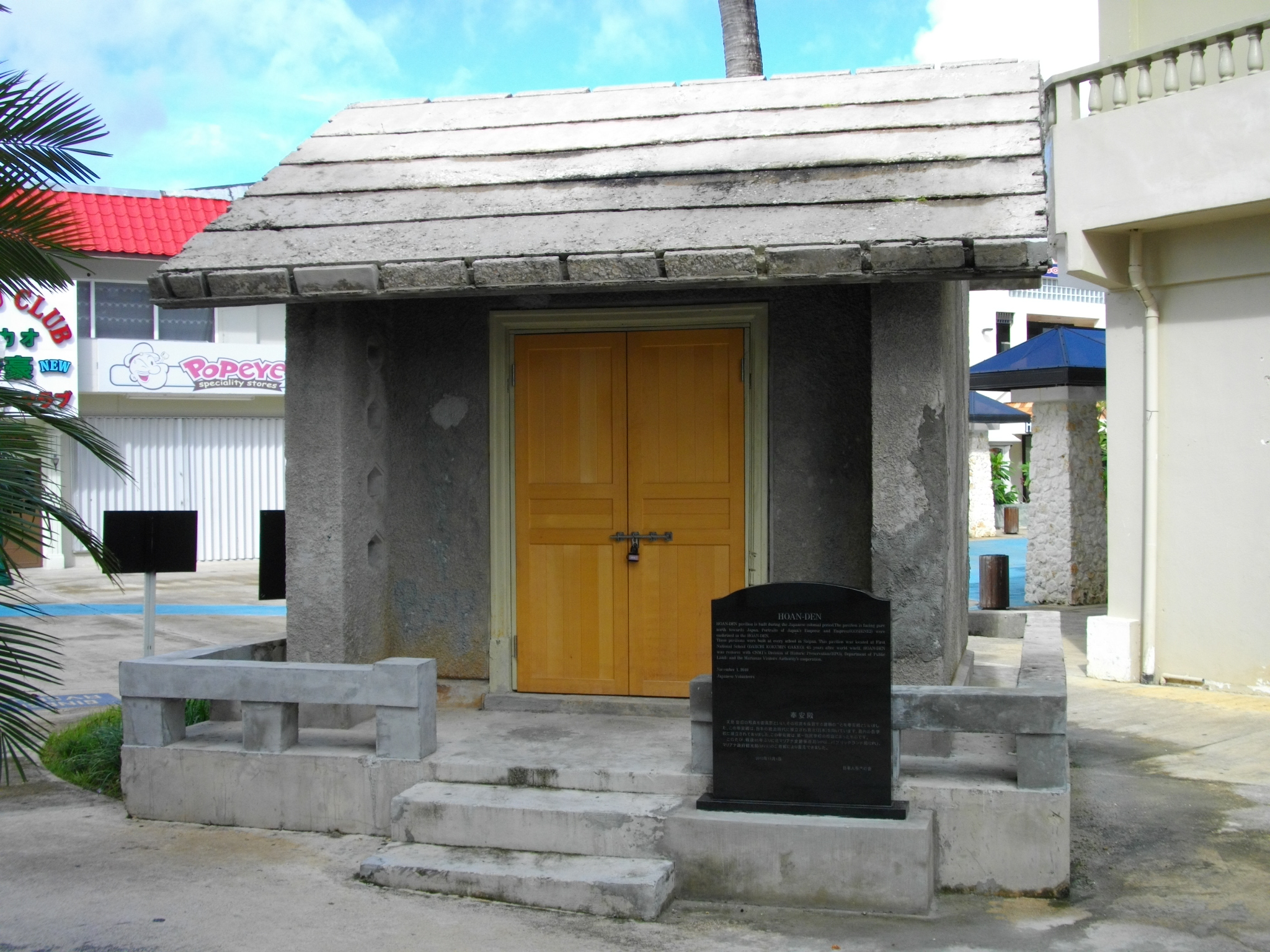
奉安殿

- 北マリアナ諸島歴史文化博物館（Northern Mariana Island Museum of History and Culture）
- 彩帆香取神社
- 南溟堂（サイパン国際礼拝堂）
- 南洋寺門柱
- スペイン教会鐘楼
- 奉安殿
- 日本刑務所跡

### ガラパン・マーケット
ガラパン・マーケットは、毎週木曜日の17：00頃～21：00頃に開催されている夜市 。地元のチャモロ料理をはじめ世界各国の料理やBBQ、フルーツなどの屋台や民芸品、雑貨などが並ぶ露店が出店する。また、ステージではチャモロの伝統的なダンスが披露される。以前はガラパンストリートで行われていたが、現在はガラパン・フィッシングベースエリアで開催されている。